# Scotoecus
Scotoecus é um gênero de morcegos da família Vespertilionidae, encontrado na África e no Subcontinente indiano. Era incluído no gênero Nycticeius, entretanto, foi elevado a gênero distinto por Hayman e Hill (1971).

## Espécies
- Scotoecus albigula Thomas, 1909
- Scotoecus albofuscus (Thomas, 1890)
- Scotoecus hindei Thomas, 1901
- Scotoecus hirundo (de Winton, 1899)
- Scotoecus pallidus (Dobson, 1876)